# Phytomyza petoei
Phytomyza petoei är en tvåvingeart som beskrevs av Erich Martin Hering 1924. Phytomyza petoei ingår i släktet Phytomyza och familjen minerarflugor. Arten har ej påträffats i Sverige. Inga underarter finns listade i Catalogue of Life.